# Xenofrea lineatipennis
Xenofrea lineatipennis es una especie de escarabajo longicornio del género Xenofrea, tribu Xenofreini, subfamilia Lamiinae. Fue descrita científicamente por Zajciw en 1961.

## Descripción
Mide 9 milímetros de longitud.

## Distribución
Se distribuye por Brasil y Guayana Francesa.